# Dalhems socken, Gotland
Dalhems socken ingick i Gotlands norra härad, ingår sedan 1971 i Gotlands kommun och motsvarar från 2016 Dalhems distrikt.
Socknens areal är 29,84 kvadratkilometer, varav 29,81 land. År 2020 fanns här 493 invånare. Kyrkbyn Dalhem med sockenkyrkan Dalhems kyrka ligger i socknen. 
I socknen finns Gotlands enda fungerande järnväg, Gotlands Hesselby Jernväg.

## Administrativ historik
Dalhems socken har medeltida ursprung. Socknen tillhörde Halla ting som i sin tur ingick i Kräklinge setting i Medeltredingen.
Vid kommunreformen 1862 övergick socknens ansvar för de kyrkliga frågorna till Dalhems församling och för de borgerliga frågorna bildades Dalhems landskommun. Landskommunen utökades 1952 och ingår sedan 1971 i Gotlands kommun. Församlingen utökades 2006.
1 januari 2016 inrättades distriktet Dalhem, med samma omfattning som församlingen hade 1999/2000.  
Socknen har tillhört samma fögderier och domsagor som Gotlands norra härad. De indelta båtsmännen tillhörde Gotlands första båtsmanskompani.

## Geografi
Dalhems socken ligger i inlandet på östra delen av Gotland. Socknen är en slättbygd med Roma myr i väster och Holm- och Tallmyrarna i öster.
Två medeltida minneskors finns uppsatta i socknen. Det ena nära kyrkan och det andra vid skolan. Korset vid kyrkan ska ha blivit rest där prästen Hans Krook år 1430 skulle stiga över en tun (stengärdes-gård) och då ramlade och bröt nacken. Korset är rest till minne av hans tragiska död.
Korset vid skolan: Att ett brudfölje som skulle till kyrkan körde av vägen och bruden omkom eller att två personer red i kapp och en trillade av hästen och dog. Enligt uppgift  skulle det ha funnits ett 3:e kors. Båda korsen har rundade förbindningar mellan korsarmarna påminnande om ringkors.

### Gårdsnamn
Anderbåtels, Binge, Björkhage, Burge, Busarve, Dune, Dunegårde, Gandarve, Granskogs, Grinder, Hallfose, Hallvide, Harstäde, Hässelby, Kaungs, Malms, Munkebos, Nygårds, Nykvie, Näsungs, Prästgården, Räkarve, Siggur, Slitegårds, Suderbys, Suderbys-Stenstugu, Vidunge, Vidunge-Stenstugu, Åkre.

## Fornlämningar
Kända från socknen är från järnåldern gravfält, stensättningar, stensträngar och sliprännestenar. Två medeltida stenkors finns här och man har påträffat en vikingatida silverskatt samt Duneskatten från medeltiden.

## Namnet
Namnet (1300-talet Dalem) kommer från kyrkbyn. Förleden innehåller dal, 'dalgång'. Efterleden är hem, 'boplats, gård' eller 'bygd'.

## Befolkningsutveckling
| Befolkningsutvecklingen i Dalhems socken, Gotland 1750–2020 | Befolkningsutvecklingen i Dalhems socken, Gotland 1750–2020 | Befolkningsutvecklingen i Dalhems socken, Gotland 1750–2020 | Befolkningsutvecklingen i Dalhems socken, Gotland 1750–2020 | Befolkningsutvecklingen i Dalhems socken, Gotland 1750–2020 |
| --- | ----------------------------------------------------------- | ----------------------------------------------------------- | ----------------------------------------------------------- | ----------------------------------------------------------- |
| |                                                             |                                                             |                                                             |                                                             |
| År |                                                             |                                                             | Folkmängd                                                   |                                                             |
| 1750 | 1750                                                        |                                                             | 321                                                         |                                                             |
| 1760 | 1760                                                        |                                                             | 334                                                         |                                                             |
| 1769 | 1769                                                        |                                                             | 374                                                         |                                                             |
| 1780 | 1780                                                        |                                                             | 407                                                         |                                                             |
| 1790 | 1790                                                        |                                                             | 374                                                         |                                                             |
| 1800 | 1800                                                        |                                                             | 407                                                         |                                                             |
| 1810 | 1810                                                        |                                                             | 393                                                         |                                                             |
| 1820 | 1820                                                        |                                                             | 424                                                         |                                                             |
| 1830 | 1830                                                        |                                                             | 450                                                         |                                                             |
| 1840 | 1840                                                        |                                                             | 476                                                         |                                                             |
| 1850 | 1850                                                        |                                                             | 442                                                         |                                                             |
| 1860 | 1860                                                        |                                                             | 493                                                         |                                                             |
| 1870 | 1870                                                        |                                                             | 537                                                         |                                                             |
| 1880 | 1880                                                        |                                                             | 520                                                         |                                                             |
| 1890 | 1890                                                        |                                                             | 491                                                         |                                                             |
| 1900 | 1900                                                        |                                                             | 518                                                         |                                                             |
| 1910 | 1910                                                        |                                                             | 554                                                         |                                                             |
| 1920 | 1920                                                        |                                                             | 605                                                         |                                                             |
| 1930 | 1930                                                        |                                                             | 616                                                         |                                                             |
| 1940 | 1940                                                        |                                                             | 622                                                         |                                                             |
| 1950 | 1950                                                        |                                                             | 557                                                         |                                                             |
| 1960 | 1960                                                        |                                                             | 501                                                         |                                                             |
| 1970 | 1970                                                        |                                                             | 471                                                         |                                                             |
| 1980 | 1980                                                        |                                                             | 537                                                         |                                                             |
| 1990 | 1990                                                        |                                                             | 519                                                         |                                                             |
| 2000 | 2000                                                        |                                                             | 513                                                         |                                                             |
| 2010 | 2010                                                        |                                                             | 495                                                         |                                                             |
| 2020 | 2020                                                        |                                                             | 493                                                         |                                                             |
| Anm: Källor: Umeå universitet - Tabellverket 1749-1859, Demografiska databasen, CEDAR, Umeå universitet, Befolkningsutvecklingen i Gotlands socknar 2000 - 2010, Folkmängden per distrikt, landskap, landsdel eller riket efter kön. År 2015 - 2022. |                                                             |                                                             |                                                             |                                                             |

### Fotnoter
1. 1 2  Svensk Uppslagsbok andra upplagan 1947–1955: Dalhem socken
2. ↑  ”Folkmängden per distrikt, landskap, landsdel eller riket efter kön. År 2015 - 2022”. Statistikdatabasen. Statistiska centralbyrån. http://www.statistikdatabasen.scb.se/pxweb/sv/ssd/START__BE__BE0101__BE0101A/FolkmangdDistrikt/. Läst 23 april 2023.
3. ↑  ”Föreningen Gotlandståget: Gotlands Hesselby Jernväg”. Föreningen Gotlandståget. http://www.gotlandstaget.se. Läst 12 augusti 2012.
4. ↑  Harlén, Hans; Harlén Eivy (2003). Sverige från A till Ö: geografisk-historisk uppslagsbok. Stockholm: Kommentus. Libris 9337075. ISBN 91-7345-139-8
5. ↑  ”Församlingar”. Statistiska centralbyrån. https://www.scb.se/hitta-statistik/regional-statistik-och-kartor/regionala-indelningar/forsamlingar/. Läst 30 december 2022.
6. ↑  Administrativ historik för Dalhem socken (Klicka på församlingsposten). Källa: Nationella arkivdatabasen, Riksarkivet.
7. ↑  Om Gotlands båtsmanskompani
8. 1 2  Sjögren, Otto (1931). Sverige geografisk beskrivning del 2 Östergötlands, Jönköpings, Kronobergs, Kalmar och Gotlands län. Stockholm: Wahlström & Widstrand. Libris 9939
9. 1 2 3  Nationalencyklopedin
10. ↑  Stenkors nära Dalhems kyrka RAÄ-nummer Dalhem 45:1
11. ↑  Förteckning över slipskåror
12. ↑  Fornlämningar, Statens historiska museum: Dalhems socken, Gotland
13. ↑  Fornminnesregistret, Riksantikvarieämbetet: Dalhems socken, Gotland Fornminnen i socknen erhålls på kartan genom att skriva in sockennamn (utan "socken") i "Ange geografiskt område"
14. ↑  Mats Wahlberg, red (2003). Svenskt ortnamnslexikon. Uppsala: Institutet för språk och folkminnen. Libris 8998039. ISBN 91-7229-020-X. https://isof.diva-portal.org/smash/get/diva2:1175717/FULLTEXT02.pdf